# Retrospektiv kohortestudie
En retrospektiv undersøgelse, retrospektiv kohortestudie eller historisk kohorte studie er et longitudinalt kohortestudie der studerer en kohorte af individer der deler en fælles risikofaktor, for at fastslå den indflydelse på udvikling af en sygdom, og sammenlignes med en andre gruppe af lignende individer der ikke var udsat for den faktor. Retrospektive kohortestudier har eksisteret i cirka lige lang tid som prospektive kohortestudier.